# Grândola
Grândola là một huyện thuộc tỉnh Setúbal, Bồ Đào Nha. Huyện này có diện tích 818 km², dân số thời điểm năm 2001 là 14901 người.